# Maison de Brienne
Pour les articles homonymes, voir Brienne.
La maison de Brienne est une famille féodale française, originaire de Champagne, dont plusieurs membres se sont illustrés en France, en Italie et en Orient.

## Histoire
Les comtes de Brienne son mentionné dès le Xe siècle et ils sont parmi les plus importants vassaux du comte de Champagne. Le premier comte mentionné est Engelbert Ier vers 950.
Le comté, situé entre Troyes et Bar-sur-Aube, trouve son centre avec la ville de Brienne-le-Château.
Gautier Ier épouse, dans la deuxième moitié du XIe siècle, Eustachie de Tonnerre, fille du comte de Tonnerre Miles/Millon [V]. Il hérite, après 1072, du titre comtal de Bar-sur-Seine. Érard († v. 1112), leur fils, succède à son père comme comte de Brienne, auteur de la branche aînée, tandis que Milon, hérite de sa mère le comté de Bar-sur-Seine.
Érard épouse Adélaïde/Alix de Roucy, dame de Ramerupt. Leur fils, Gautier II, partage ses biens entre deux de ses fils, Érard II, qui hérite du comté de Brienne, et son frère, André, qui hérite de la seigneurie de Ramerupt et auteur de cette branche. 
Gautier II, fils aîné d'Érard II, hérite de la terre de Brienne,  tandis que l'un de ses jeunes frères, Jean, est sacré roi de Jérusalem (1210-1225), puis empereur latin d'Orient (1231-1237). 
La branche ainée s'éteignit en 1356, en la personne de Gautier VI de Brienne, connétable de France. Le château et le comté de Brienne passèrent ensuite par mariage aux maisons d'Enghien, de Luxembourg, de Loménie, et de Bauffremont de 1851 à 1933, date à laquelle le château fut vendu à un marchand de biens, un certain Londonschutz, qui le revendit à l'état de ruines en 1955 au Conseil général de l'Aube.

## Branche aînée: les comtes de Brienne
- Engelbert Ier de Brienne (Angilbert) (? - † ap. 968), premier comte de Brienne connu. Selon le chroniqueur Flodoard, en 951, avec son frère Gotbert ils construisent le château de Brienne à partir duquel ils pillent la région jusqu'à ce que le roi Louis IV d'Outremer vienne l'assiéger et le détruire[3],[4]. 
  - Engelbert II de Brienne (? - † ap. 980).  
    - Engelbert III de Brienne (? - ?), il épouse en premières noces Wandalmodis, fille de la comtesse Adela de Salins. En secondes noces, il prend pour épouse Alix de Sens, fille du comte Renard de Sens[5] et possible veuve de Geoffroy (Ier) de Joigny[6].      
      - Engelbert IV de Brienne († 1035 ou après), (époux de Pétronille de Joigny[réf. nécessaire][7] ?)
        - Gautier Ier de Brienne (v. 1045 – v. 1090), époux d'Eustachie de Tonnerre, fille de Miles (Mille, Millon) [V], de Tonnerre[2].
          - Érard Ier de Brienne (? – v. 1125), époux d'Alix de Ramerupt[8], fille d'André de Ramerupt, comte d'Arcis et seigneur de Ramerupt.
            - Gautier II de Brienne (?– av. 1161), épouse en secondes noces une fille de Jean de Soissons[9] et d'Aveline de Pierrefonds. Il fit preuve d'une grande générosité lors de l'établissement des moines de l'abbaye de Basse-Fontaine à Brienne-la-Vieille.
              - Érard II de Brienne (? - 8 février 1190/1191), époux d'Agnès de Montfaucon-Montbéliard[10], fille d'Amédée de Montbéliard.
                - Gautier III de Brienne ( ? – 11 juin 1205), il épouse Elvire Albine, fille de Tancrède de Lecce roi de Sicile.
                  - Gautier IV de Brienne (1205 – 1246), épouse en 1233 Marie de Lusignan[11], fille de Hugues de Lusignan, roi de Chypre. Devenu majeur, son oncle Jean Ier consent à ce qu'il entre en possession du comté de Brienne en 1221[12].   
                    - Jean de Brienne (comte) (? - 1260/1261), il épouse Marie d'Enghien, dame de Thieusis.
                    - Hugues de Brienne (v. 1240 – 1260/1261 - 1296), Duc de Lecce. Il épouse Isabelle de La Roche, fille de Guy Ier de La Roche (duc d'Athènes). En secondes noces, il épouse Hélène Ange Comnène, fille de Jean Ange Comnène, duc de Néopatras et veuve de Guillaume Ier de La Roche (duc d'Athènes ; fils de Guy et frère d'Isabelle).
                      - Gautier V de Brienne (v. 1278 – 1296 – 1311). duc titulaire d'Athènes de 1301 à 1311, tué à la bataille du lac Copaïs. Marié avec Jeanne de Châtillon, fille de Gaucher V de Châtillon.
                        - Gautier VI de Brienne (v. 1302 – 1311 – 1356). Comte de Brienne, de Lecce et de Conversano, connétable de France en l'an 1356, il périt à la bataille de Poitiers en 1356. Marié avec Jeanne de Brienne († 1389), fille du comte Raoul Ier de Brienne, comte d'Eu, et de Jeanne de Mello.
                        - Isabelle de Brienne[13] dite « La Belle Hélène » (v. 1305 - 1356 - † 1360), dame de Ramerupt, Nevele et Machault. Elle hérite du titre de comtesse de Brienne à la mort sans descendance de son frère Gautier VI. Elle épouse en 1321 Gautier III d'Enghien, seigneur d'Enghien, de Tubize, et de Lembeek[14].

## Branches puinées

### Jean de Brienne, roi de Jérusalem et empereur latin de Constantinople

Armes de Jean de Brienne : d'azur au lion d'or armé et lampassé de gueules

Jean de Brienne est né vers 1170/1175. Son père est Érard II de Brienne (? - 8 février 1190/1191) et sa mère est Agnès de Montfaucon-Montbéliard ci-dessus ; ces derniers s'étaient mariés en l'année 1166.
 
Avec son frère Gautier III, Jean de Brienne participe à la quatrième croisade en Terre sainte, de 1202 à 1204. Il rentre en France en l'an 1205.
Il revient à Saint-Jean-d'Acre en septembre 1210. Âgé de 40 ans, il épouse le 14 septembre 1210 Marie de Montferrat (1192/1193 - 1212), âgée de 17 ans, reine de Jérusalem. Ce mariage est accordé par le roi de France, Philippe Auguste. Jean de Brienne est sacré roi de Jérusalem avec son épouse le 3 octobre 1210 à Tyr. De ce mariage naissent :
- Isabelle II (Yolande)[17] (1211 †1228), reine de Jérusalem, mariée en 1225 à Frédéric II, empereur germanique. Ils ont un fils, Conrad (1228 †1254).

Veuf en l'an 1212, il épouse en secondes noces en l'an 1214 Rita d'Arménie (ap.1195 † 1220). Ils ont un fils :
- Jean (1216 † 1220).

Jean de Brienne fait un autre voyage en France en l'an 1222. Veuf depuis l'année 1220, il épouse en troisièmes noces Bérengère de León-Castille, fille du roi Alphonse IX de León. Quatre enfants naissent de ce mariage :
- Alphonse de Brienne dit d'Acre, comte d'Eu, (v. 1225 † 1270)
- Louis d'Acre, (v. 1225 - v. 1297/1301), marié à Agnès de Beaumont, il devient vicomte de Beaumont-au-Maine, de Fresnay et de Sainte-Suzanne, et fonde la branche des Brienne de Beaumont, vicomtes du Maine.
- Jean d'Acre († 1296), bouteiller de France, épouse en 1251/1252 Marie de Coucy, veuve du roi Alexandre II d'Écosse dit Le Pacifique, et fille d'Enguerrand III de Coucy.
- Marie de Brienne (1225 † 1275), épouse Baudouin II de Courtenay (1218 † 1273), empereur latin de Constantinople et margrave de Namur.

La mort de Robert de Courtenay en janvier 1228, place sur le trône de Constantinople un enfant de onze ans, Baudouin II de Courtenay (1217-1273). Les barons songent d'abord à confier la régence à Ivan Asen II, tzar des Bulgares, mais changent d'avis, craignant la puissance de ce dernier. Ils proposent ensuite la régence à Jean de Brienne, qui l'accepte en avril 1229, à la condition d'être associé au trône. Aussitôt son arrivée en 1231, Jean de Brienne est couronné empereur de Constantinople, où il meurt le 27 mars 1237.

### Branche d'Eu
La branche d'Eu est issue de Jean de Brienne, ci-dessus. 
- Alphonse de Brienne dit d'Acre (ca. 1227-1270), époux de Marie d'Exoudun de la maison de Lusignan, fille unique de Raoul II d'Exoudun, comte d'Eu ;
- Jean II de Brienne (1250-1294), leur fils, épouse Béatrice, fille de Guy II comte de Saint-Pol ;
- Jean III de Brienne († 1302), leur fils, épouse Jeanne de Guînes, fille de Baudouin IV comte de Guînes ;
- Raoul Ier de Brienne, comte d'Eu et de Guînes (? - 1302 - 1344). Il fut créé connétable de France par Philippe VI ;
- Raoul II de Brienne (? - 1344 - 1350), fils du précédent. Comte d'Eu et de Guînes. Le 19 novembre 1350, Raoul II de Brienne, 15e et dernier comte de Guînes, connétable de France, accusé de trahison après la prise de Caen par les Anglais, fut décapité à Paris sur l'ordre de Jean II le Bon qui donna le comté d'Eu à Jean d'Artois et rattacha le comté de Guînes au domaine royal.

### Branche de Conflans
- Hubert de Brienne de Conflans (Paris 1690 - Paris 1777), fils de Henri Jacob, marquis de Conflans et de Marie du Bouchet. Maréchal de France, il était commandant à la bataille des Cardinaux
- Louis de Conflans d'Armentières (1711-1774), maréchal de France
- Charles Louis Gabriel de Conflans d'Armentières (1772-1849), maréchal de camp

### Branche de Ramerupt
- André de Brienne, fils de Gautier II de Brienne, hérite de la seigneurie de Ramerupt, ayant appartenu à la famille de sa grand-mère. ∞ Adélaïde, dame de Venizy[1].
- Gautier.
- Érard de Brienne-Ramerupt, héritier de la seigneurie, chevalier croisé, participant de la guerre de Succession de Champagne au nom de son épouse. ∞ Philippa de Champagne, fille d'un précédent roi de Jérusalem et comte de Champagne[1].
  - Isabelle, dame de Ramerupt, ∞ Henri V, comte de Grandpré[1].
  - Henri de Brienne-Ramerupt, seigneur de Venisy[1].
    - Érard de Brienne, seigneur de Ramerupt[1]. ∞ N.N.
      - Béatrix de Brienne, dame de Venizy, ∞ (avant 1310) Guillaume de Joinville, seigneur de Briquenay.

    - Alix de Joinville, dame de Venizy († apr. mars 1358), ∞ le 16 avril 1331 Johann II von Saarbrücken, seigneur de Commercy.
    - Henri, probablement mort jeune.

### Publications récentes
- Marie-Adélaïde Nielen, « Du comté de Champagne aux royaumes d’Orient : sceaux et armoiries des comtes de Brienne », dans Damien Coulon, Catherine Otten-Froux, Paule Pagès et Dominique Valérian, Chemins d'outre-mer. Études d'histoire sur la Méditerranée médiévale offertes à Michel Balard, Paris, Éditions de la Sorbonne, 2004, 857 p. (ISBN 978-2-85944-520-1, lire en ligne), p. 589-606.
- Édouard de Saint-Phalle, médiéviste :
  - Édouard de Saint-Phalle, « Les comtes de Brienne : 1er partie. d'Engelbert 1er à Erard II (945/1190) », Mémoires de la Société académique de l'Aube, vol. 141,‎ 2017.
  - Édouard de Saint-Phalle, « Les comtes de Brienne : 2e partie. de Gauthier III à Gautier VI (1190-1356) », Mémoires de la Société académique de l'Aube, vol. 142,‎ 2018.
  - Édouard de Saint-Phalle, « Jean, comte de Brienne, roi et empereur », Mémoires de la Société académique de l'Aube, vol. 143,‎ 2019.
  - Édouard de Saint-Phalle, « Les comtes de Brienne : Les Brienne, seigneurs de Ramerupt et de Venizy », Mémoires de la Société académique de l'Aube, vol. 144,‎ 2020 (ISSN 0395-0786).
- (en) Guy Perry, The Briennes: The Rise and Fall of a Champenois Dynasty in the Age of the Crusades, c. 950–1356, Cambridge, Cambridge University Press, 2018, 213 p. (ISBN 978-1-1071-9690-2, lire en ligne)black-and-white figures, 7 maps, and 6 genealogical charts
- Karol Polejowski, « Les comtes de Brienne et l'ordre teutonique (XIIIe – XIVe siècle) », La Vie en Champagne, no 32,‎ 2002, p. 4-8.

### Publications anciennes
- François-Alexandre Aubert de La Chenaye-Desbois et Jacques Badier, Dictionnaire de la noblesse : contenant les généalogies, l'histoire & la chronologie des familles nobles de la France, Chez la veuve Duchesne, 1775 (lire en ligne).
- Fernand Bernard Sassenay, Les Brienne de Lecce et d'Athènes : histoire d'une des grandes familles de la féodalité française (1200-1356), Paris, L. Hachette, 1869, 244 p. (lire en ligne).
- Henri d'Arbois de Jubainville, « Catalogue d'actes des comtes de Brienne, 950-1356 », Bibliothèque de l'École des chartes, no 33,‎ 1872, p. 141-186 (lire en ligne).

### Fonds d'archives
- Les papiers personnels de la famille de Brienne sont conservés aux Archives nationales sous la cote 4AP : Inventaire du Chartrier du Comté de Brienne.